# Maryse Luzolo
Maryse Luzolo (* 15. März 1995 in Frankfurt am Main) ist eine deutsche Weitspringerin.

## Leben
Maryse Luzolo ist in Frankfurt geboren und aufgewachsen. Sie hat zwei jüngere Geschwister. 2013 machte sie an der Carl-von-Weinberg-Schule ihr Abitur.
Seit 2016 ist sie Sportsoldatin bei der Bundeswehr. Hier hat sie aktuell den Dienstgrad Stabsgefreiter. 2018 begann sie an der Goethe-Universität in Frankfurt ein Studium mit den Fächern Sport und Geografie auf Lehramt.
Luzolo lebt und trainiert in Frankfurt. Sie ist seit 2023 mit David Corell verheiratet.

## Sportliche Karriere

### Jugend
Im Alter von neun Jahren begann Maryse Luzolo beim TSV Bonames mit der Leichtathletik. Am Anfang ihrer Karriere trainierte Luzolo Mehrkampf und absolvierte in dieser Disziplin einige Wettkämpfe. Ihr Talent wurde früh erkannt und sie wechselte auf die Carl-von-Weinberg-Schule.
Mit 15 Jahre erreichte sie die Norm für die Deutschen Meisterschaften im Mehrkampf und Weitsprung. Ihr Fokus galt fortan aber dem Weitsprung. 2014 wechselt sie von Leichtathletik-Abteilung der LG Eintracht Frankfurt zum Königsteiner LV.
Im selben Jahr gewann sie die Bronzemedaille bei den U20-Weltmeisterschaften und wurde Deutsche Meisterin der U20.

### 2017
2017 erzielte Luzolo mit 6,61 Metern eine neue persönliche Bestleistung. Am 18. Juni 2017 wurde Maryse in Leverkusen mit 6,57 Metern Deutsche Meisterin der U23. Nur drei Tage später, am 21. Juni 2017 erlitt sie in Frankfurt einen schweren Trainingsunfall. Aufgrund einer falschen Einstellung an einem Trainingsgerät zog sich die Weitspringerin eine schwere Knieverletzung zu. Neben dem Riss des vorderen Kreuzbandes im linken Knie wurde das hintere Kreuzband angerissen. Zudem erlitt sie einen Riss des Außenbandes und eine Kapselsprengung.

### 2019–2021

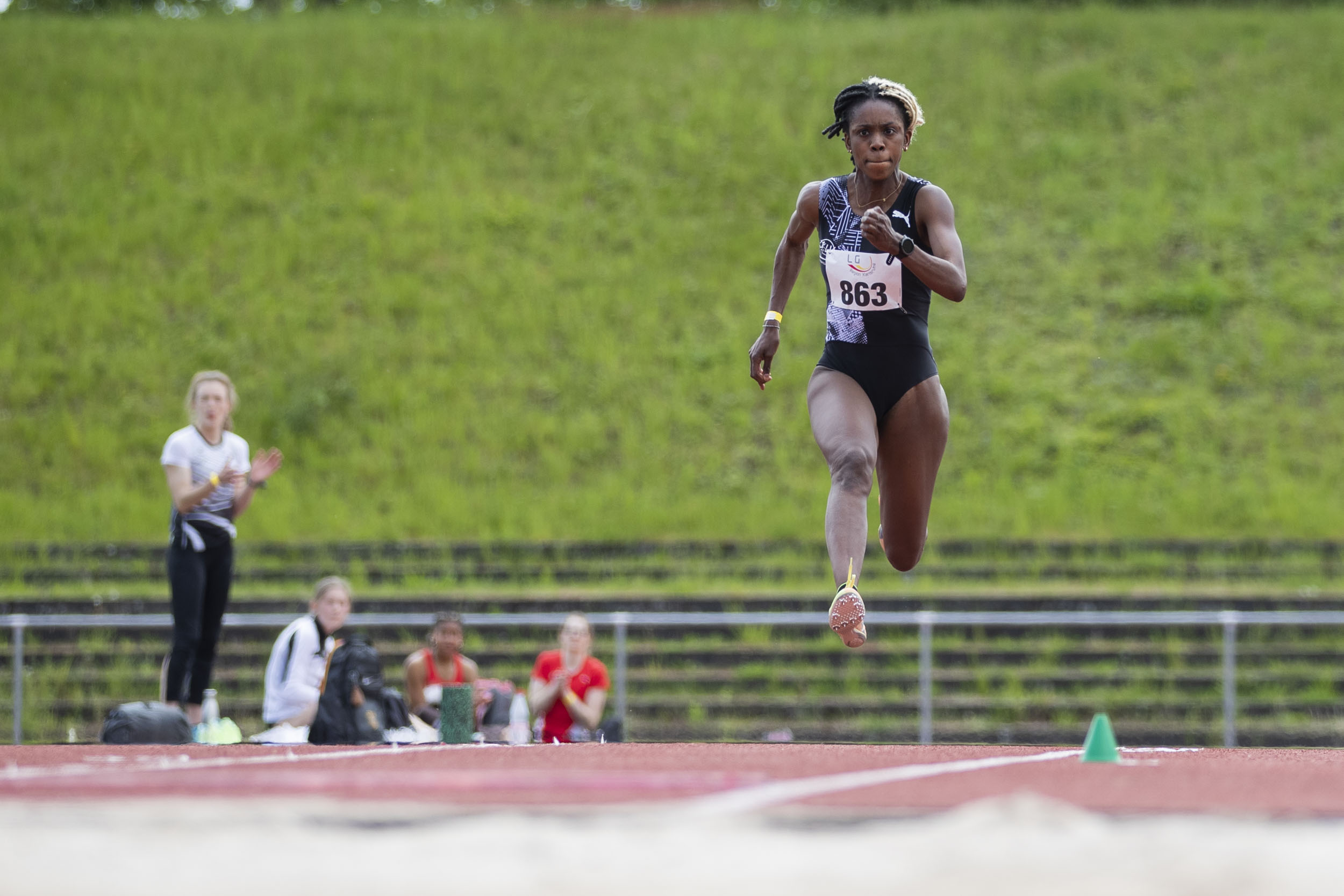
Maryse Luzolo beim Wettkampf in Ettlingen (2021)

2019 gab die Frankfurterin ihr Comeback. Im Dezember 2019 startete sie bei den Militär-Weltmeisterschaften im chinesischen Wuhan. Mit 6,49 Meter gewann sie die Silbermedaille.
Bei der deutschen Hallen und Freiluft-DM sicherte sich Luzolo 2020 jeweils die Silbermedaille. Bei den deutschen Hallenmeisterschaften 2021 belegte sie Platz drei.
Mit einem Sprung auf 6,59 Meter startete sie bei einem Meeting in Ettlingen in die Freiluftsaison 2021. Vom Deutschen Leichtathletik-Verband wurde sie daraufhin für die Team-Europameisterschaft in Chorzów/Polen nominiert. Die Weitspringerin gewann ihre Disziplin und stellt mit 6,61 Metern ihre Bestweite ein.
Bei den deutschen Meisterschaften 2021 gewann Maryse Luzolo mit 6,55 m die Silbermedaille (knapp hinter Malaika Mihambo). Drei Wochen später sprang Luzolo erneut eine neue Bestweite mit 6,69 m – und wurde somit für die Olympischen Spiele 2020 in Tokio nominiert. In Tokio erreichte sie mit einer Weite von 6,54 m in der Qualifikationsrunde den 15. Platz von insgesamt 30 Weitspringerinnen. Zum Erreichen des Endkampfs wäre der 12. Platz erforderlich gewesen.

## Trivia
Ihr Vorname ist eine Variante des Vornamens Maria. Die Eltern von Maryse stammen aus der Demokratischen Republik Kongo.
Im Februar 2022 erschien die erste Staffel von Generation F – Zeit für Sportler:innen, eine Dokumentation über deutsche Sportlerinnen, im WDR, bei der Luzolo im Mittelpunkt der ersten Folge mit dem Titel „Springen wirst du nie wieder“ stand.

## Statistik

### Persönliche Bestleistungen
Freiluft
- Weitsprung: 6,69 m, 27. Juni 2021 in Leverkusen